# Cusano Milanino
Cusano Milanino település Olaszországban, Lombardia régióban, Milánó megyében. Lakosainak száma 18 833 fő (2023. január 1.). Cusano Milanino Bresso, Cinisello Balsamo, Cormano és Paderno Dugnano községekkel határos.

## Népesség
A település lakossága az elmúlt években az alábbi módon változott:
| Lakosok száma | 19 002 | 18 768 | 18 797 | 18 833 |
|               | 2013   | 2017   | 2018   | 2023   |

## Híres személyek
- itt született Gilberto Noletti (1941–2024) olasz labdarúgó, olimpikon